# دروهان نقارة خانة (كبغيان)
دروهان نقارة خانة (بالفارسية: دروهان نقاره‌خانه) هي قرية تقع في إيران في قسم كبغيان الريفي. يقدر عدد سكانها بـ 555 نسمة .